# Sapatos Pretos
Sapatos Pretos (portugiesisch für: Schwarze Schuhe) ist ein dramatischer Erotikthriller des portugiesischen Regisseurs João Canijo aus dem Jahr 1998. Der unterschwellig auch von Humor und Popkultur beeinflusste Film basiert auf einem wahren Fall.

## Handlung
Dalila ist mit dem Juwelier Marcolino verheiratet, das Paar lebt in einer Kleinstadt im Alentejo. Dalila wird langsam älter und fühlt sich inzwischen völlig gelangweilt von ihrem provinziellen Alltag.
Nach einem weiteren Streit mit ihrem kleingeistigen und gewalttätigen Ehemann beschließt sie, ihr Leben von Grund auf zu ändern: sie färbt sich die Haare, zieht sich aufreizend an und zeigt sich nun als selbstbestimmte und verführerische Frau. Schnell geht sie auch eine Affäre mit dem jüngeren und ungebundenen Pompeu an.
Schon bald wird sie sich ihrer ausweglosen Abhängigkeit von dem ihr unerträglich werdenden Mann bewusst. Also muss ihr Mann sterben. Doch als sich ihr Liebhaber nicht als so willensstark und entschlossen wie sie zeigt, beschließt sie, einen Auftragsmörder anzuheuern. Um ihn zu bezahlen, benötigt sie jedoch Geld. Die Lösung bringt der Goldkoffer des Mannes, der damit seinen eigenen Tod bezahlt.

## Produktion und Rezeption
Der Film wurde hauptsächlich in Sines und Lissabon gedreht und von der portugiesischen Filmproduktionsgesellschaft Madragoa Filmes produziert, in Koproduktion mit der französischen Gemini Films und dem portugiesischen öffentlich-rechtlichen Fernsehsender RTP, finanziell beteiligte sich zudem die portugiesische Filmförderungsanstalt IPACA (heute ICA).
Der Film hatte seinen Kinostart am 10. April 1998 und war mit 52.387 Besuchern ein Erfolg. In Frankreich kam er am 30. September 1998 in die Kinos.
Die Kritik nahm den Film gemischt auf. Lobten manche den als viel zu selten angesehenen Versuch eines erfolgreichen Publikumsfilms im portugiesischen Kino, kritisierten andere die nicht tief genug angelegten Figuren und die zu wenig am authentischen Alentejo und zu sehr an US-amerikanischen Vorbildern ausgerichteten Bilder.
Sapatos Pretos erschien zunächst als VHS-Kassette bei Atalanta Filmes und 2004 als DVD bei Madragoa Filmes.
Am 17. Oktober 2021 wurde der Film erstmals im portugiesischen Fernsehen gezeigt, im öffentlich-rechtlichen Fernsehsender RTP2.